# Václav Josef Klement Boušek
Václav Josef Klement Boušek (9. září 1864 Přehořov u Soběslavi – 13. listopadu 1945 Tábor) byl český učitel, spisovatel, hudební skladatel, malíř a vlastenec.

## Život
Václav Boušek se narodil 9. září 1864 v Přehořově u Soběslavi do rodiny učitele Augustína a jeho ženy Josefíny. Měl čtyři starší sestry. Po narození byl pokřtěn na jméno Václav Kliment Josef Boušek. Třetí jméno v pořadí dosatl podle světce Klimenta I. a druhé po své matce Josefíně rozené Bílkové.
Již od mladého věku jej otec učil psát a číst. Václavovo dětství silně ovlivnily kresby Mikoláše Aleše, nebo Josefa Mánesa. Ve dvanácti letech začal studovat gymnázium v Jindřichově Hradci. Po roce byl nucen školu opustit pro nedostatek financí. Jeho otec odešel do důchodu a na školu nezbyly peníze. Odešel studovat na měšťanskou školu do Soběslavi a jeho snem bylo vystudovat malířskou akademii v Praze nebo Vídni.
Později začal studovat místní učitelský ústav, ve kterém se seznámil s učitelem Josefem Lakmayerem, a o rok starším studentem Karlem Simbrunem. Oba dva ho následně začali učit kreslit a malovat. Rovněž v něm probudili vlastenectví a zájem o českou historii.
Po absolvování učitelského ústavu v roce 1883 nastoupil jako podučitel do Tučap. Následně prošel školami v Nedvědicích, Malšicích, v Dlouhé Lhotě a Mlýnech u Choustníku. V září 1888 nastoupil jako podučitel do nové obecní školy v Klokotech v Táboře. Ve stejném školním roce se seznámil se svou budoucí ženou Antonií Annou Šípovou. V červnu 1890 se spolu vzali.
V červnu 1892 se manželům narodil syn Rafael Josef Alois. V květnu 1907 byl Václav Boušek radou jmenován učitelem a o tři roky později, po smrti řídícího učitele, zaujmul jeho funkci. Mezi tou dobou se do rodiny narodila dcera Marie Růžena Rafaela, která ale následně nečekaně zemřela. Manželé se následně zřekli římskokatolického vyznání.
Václav Boušek se věnoval malbě a pořádal výstavy. Od roku 1909 vydával metodické sešity pro české učitele, na téma volného kreslení krajiny. Rovněž se podílel na obsahu lidového kalendáře. V roce 1914 se stal hlavním redaktorem časopis Český jih.
V roce 1925 odešel kvůli zhoršujícímu zdraví do důchodu. I v penzi nadále maloval a pořádal prodejní výstavy svých obrazů. Část vydělaných peněz šla na dobročinnou činnost. Spolupracoval například s Karlem Thirem, Augustem Sedláčkem, Josefem Soukupem a Josefem Švehlou.
Po německé okupaci Československa bylo zakázáno několik vlasteneckých spolků, na kterých se podílel. Bylo mu zakázáno publikovat, prodávat, přednášet a vystavovat.
Václav Josef Klement Boušek zemřel 13. listopadu 1945 v Táboře ve věku 81 let. Jeho manželka jej přežila o šest let. Oba jsou pohřbení v rodinné hrobce na severní straně hřbitova v Klokotech, vedle chrámu Nanebevzetí Panny Marie.